# Paradise (NiziUの曲)
「Paradise」（パラダイス）は、日本のガールズグループNiziUの楽曲。5thシングルとして2023年3月8日にリリースされた。

## 概要
2022年12月18日にNiziUのドーム公演『NiziU Live with U “Burn it Up”』の大阪公演のアンコールで、東宝配給映画『映画ドラえもん のび太と空の理想郷』の主題歌として、新曲「Paradise」が採用されることが発表された。ステージ上にドラえもんとのび太が登場し、主題歌を使用した映画最新予告編が流れた。なお、NiziUが映画の主題歌を担当するのは本楽曲が初となる。またドラえもん映画の主題歌を21世紀生まれが担当するのも初である。
2023年1月7日、リリース日が2023年3月8日に決定したと発表され、作曲およびプロデュースがStray Kidsのバンチャン、チャンビン、ハン（3RACHA）だと発表された。

## 収録曲

### CD
1. Paradise
2. Paradise -Instrumental-

### Blu-ray/DVD
1. 「Paradise」Jacket Shooting Making Movie